# Planète glacée
Ne pas confondre avec les (planètes) géantes de glace(s) et les mini-Neptune.

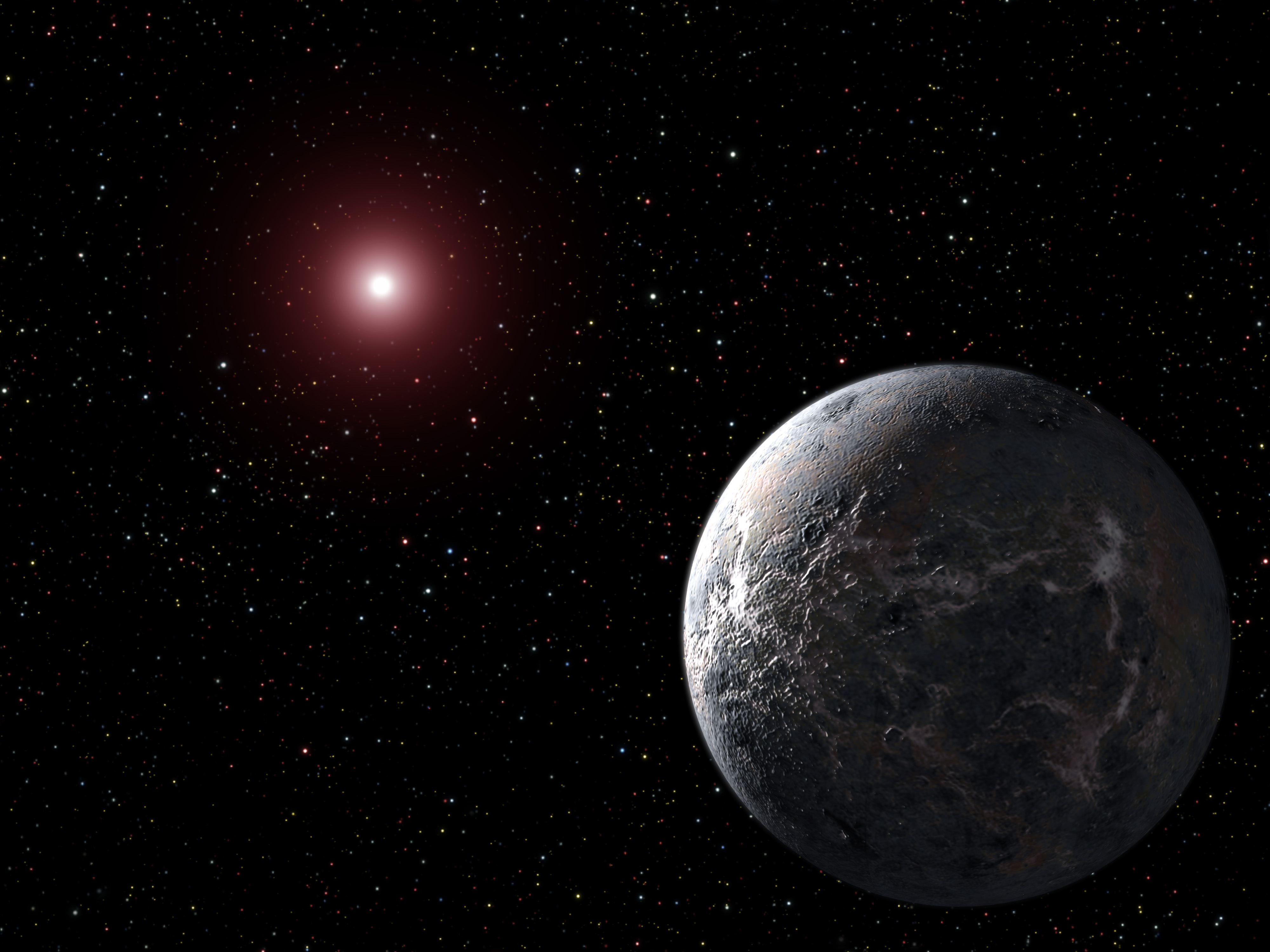
Vue d'artiste de OGLE-2005-BLG-390L b, probable planète glacée en orbite autour d'OGLE-2005-BLG-390L, probable étoile naine rouge.

Une planète glacée ou planète de glace(s) (en anglais : ice planet) est une planète tellurique recouverte de glaces (au sens courant du terme), c'est-à-dire de composés volatils (« glaces » au sens planétologique du terme) gelés (solides). Les planètes glacées sont également appelées planètes-océans gelées (en anglais : frozen ocean planet, au singulier) ou planètes-océans froides (en anglais : cold ocean planet, au singulier) car elles sont les analogues froids des planètes-océans tempérées.

## Concept
Le modèle de la planète de glaces a été introduit dès 2006 par David Ehrenreich, Alain Lecavelier des Étangs, Jean-Philippe Beaulieu et Olivier Grasset, à la suite de la découverte de l'exoplanète OGLE-2005-BLG-390L b.

## Surface
La surface d'une planète de glaces peut être composée d'eau (H2O), de méthane (CH4), d'ammoniac (NH3), d'oxyde de carbone tel que le dioxyde de carbone (CO2) ou le monoxyde de carbone (CO) ou d'autres composés volatils selon la température de la planète.

## Exemples

### Exemples réels

#### Dans le système solaire
Il n'y a pas de planète glacée dans le Système solaire, mais de nombreux objets de taille moindre ont une structure similaire. Il existe ainsi plusieurs planètes naines glacées, analogues aux planètes glacées mais de taille inférieure, parmi lesquelles se trouvent notamment Pluton (considérée comme planète de plein droit, et dès lors planète glacée, jusqu'à son reclassement par l'Union astronomique internationale en 2006), Haumea et Éris. Les satellites de glaces majeurs des géantes gazeuses auraient également des structures similaires, notamment Europe ou Encelade.
Bien que la Terre possède une cryosphère, cette planète n'est pas une planète gelée pour plusieurs raisons. Primo, la Terre est une planète tempérée (température moyenne de 15 degrés Celsius), ce qui fait qu'elle n'a qu'une faible portion de sa surface qui est gelée. Secundo, les « glaces » (au sens planétologique du terme, c'est-à-dire les composés volatils) ne représentent qu'une faible portion de la composition de ses couches supérieures : les roches silicatées sont prédominantes, les océans n'ayant qu'une faible épaisseur en comparaison de la croûte terrestre, ce qui classe la Terre parmi les planètes de silicate et non les planètes océans. La Terre est ainsi considérée comme une planète de silicates tempérée. Suivant une raison analogue, Mars est considérée comme une planète de silicates froide et non comme une planète glacée. Au cours de l'événement connu sous le nom de Terre boule de neige, la glace recouvrait presque toute la Terre à l'exception de l'équateur.

#### Dans les autres systèmes planétaires
Certaines exoplanètes sont peut-être des planètes glacées, en particulier :
- LHS 1140 b
- Kepler-441 b
- OGLE-2005-BLG-390L b[4],[6],[2], surnommée Hoth en référence à la planète de Star Wars ;
- MOA-2007-BLG-192L b[7] ;
- OGLE-2013-BLG-0341L Bb[8].

### Dans la fiction
- Hoth, la planète de glaces du monde imaginaire de Star Wars sur laquelle se déroule la scène inaugurale de L'Empire contre-attaque[9].
- La planète Zéro, où se déroulent les épisodes 6 et 7 de la première saison de série télévisée Battlestar Galactica (1978), intitulés The Gun on Ice Planet Zero[10],[11].
- La « planète Mann » dans Interstellar.
- La planète Fichina dans l'univers Starfox, est la planète d'eau et de glace la plus froide du Système de Lylat avec ses −53,15 °C en moyenne[12].